# Konrad von Marburg
Konrad von Marburg (ca. 1180 - Marburg, 30 juli 1233) was een Duitse priester en inquisiteur.

## Biografie
Konrad von Marburg werd omstreeks 1180 in de omgeving van Marburg geboren. Hij werd een priester en behoorde tot de orde van de Premonstratenzers. In 1214 werd hij door paus Innocentius III aangesteld tot het leiden van de kruistocht tegen de Albigenzen dat resulteerde in bloedige slachtpartijen. Twee jaar later preekte hij voor de Vijfde Kruistocht en moedigde hij mensen aan om het kruis op te nemen. Ook na de dood van Innocentius III in 1216 ging Konrad door met deze preken.
In 1226 had Konrad von Marburg een invloedrijke positie verworven aan het hof van landgraaf Lodewijk IV van Thüringen. Een jaar eerder had hij al de positie verkregen van de geestelijk leidsman van Elisabeth van Thüringen. Hij schroomde niet om de roede te gebruiken bij het bijbrengen van discipline aan Elisabeth van Thüringen. Na haar dood in 1231 roemde Konrad von Marburg haar als heilige.
Konrad von Marburg werd vervolgens door paus Gregorius IX aangesteld tot grootinquisiteur van Duitsland waar hij de taak had om ketterij uit te roeien, geestelijke huwelijken op te zeggen en het hervormen van kloosters. Hij ging zeer rigoureus te werk waardoor de Duitse bisschoppen aan de paus vroegen om Konrad te ontheffen van zijn functie. In 1233 klaagde Konrad von Marburg graaf Hendrik III van Sayn aan vanwege diverse ketterse activiteiten. Hendrik III van Sayn tekende beroep aan bij de bisschoppenconferentie in Mainz. Deze pleitte hem vrij, maar Konrad was het niet eens met die uitspraak. Hij vertrok vervolgens vanuit Mainz naar Marburg en onderweg werd hij op 30 juli op brute wijze vermoord.